# Popoli del Mare

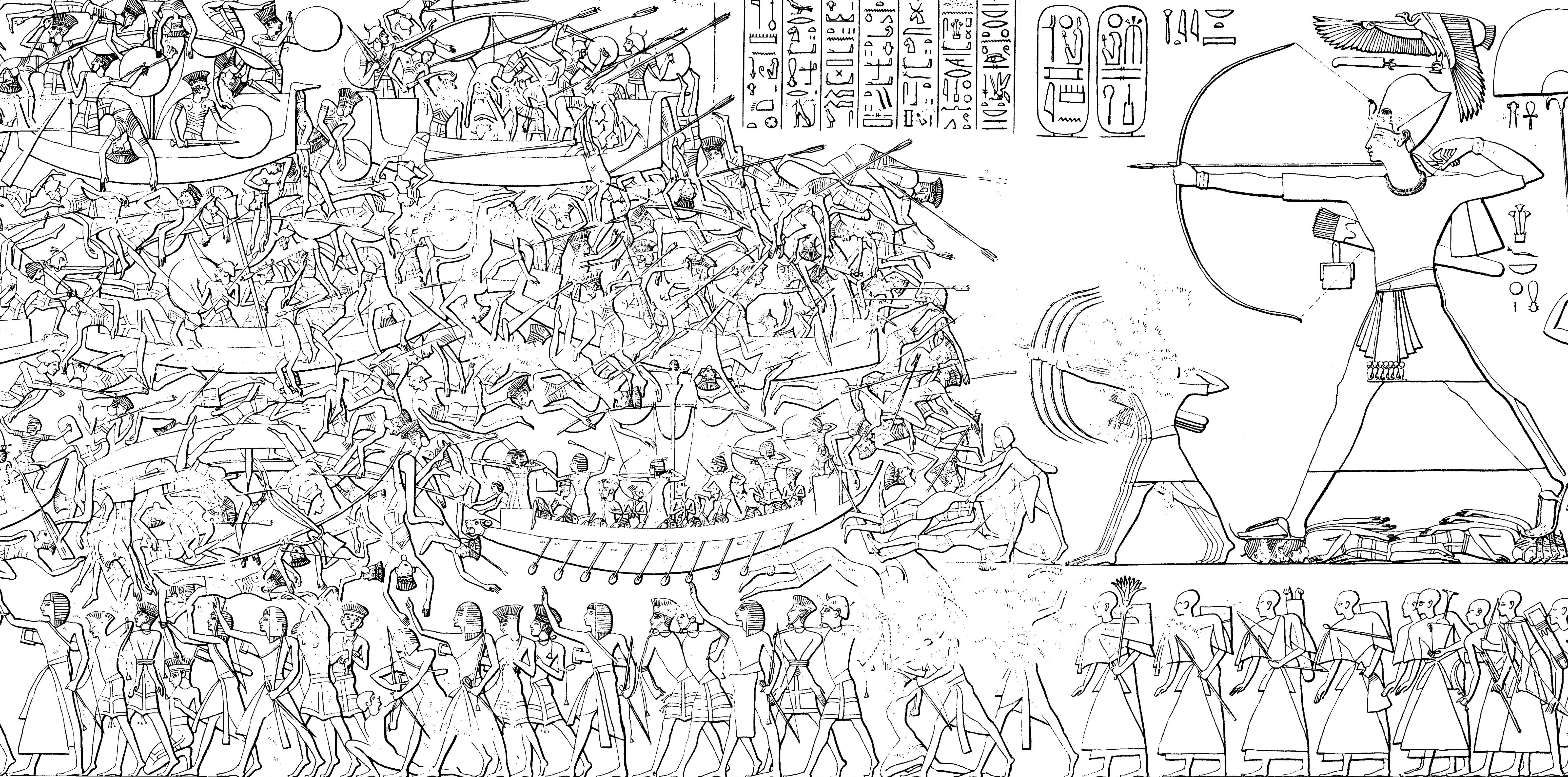
Iscrizione di Medinet Habu, che raffigura Ramesse III (1186-1155 a.C.) vittorioso sui Popoli del Mare

I Popoli del Mare furono una confederazione di predoni del mare provenienti probabilmente dall'Europa meridionale, specialmente dall'Egeo, che, navigando verso il Mar Mediterraneo orientale sul finire dell'Età del Bronzo, invasero l'Anatolia (determinando il crollo dell'Impero ittita), la Siria, Cipro e il Nuovo Regno egizio.
Nonostante origine e storia rimangano in gran parte avvolte nel mistero, i "Popoli del Mare" sono documentati dalle fonti scritte in lingua egizia durante la tarda XIX dinastia e in particolare durante l'ottavo anno di regno di Ramses III, della XX dinastia, quando tentarono di penetrare nel territorio egizio. Nella Grande iscrizione di Karnak il faraone egizio Merenptah (1213-1203 a.C.) parla di "nazioni (o popoli) stranieri del mare" (in egizio traslitterato nꜣ ḫꜣs.wt n pꜣ ym).

## Contesto storico
| N35 · G1 | N25 · X1 · Z1 · Z1 · Z1 | N35 · G40 | M17 | M17 | Aa15 · D36 | N35A | N36 · N21 |

| N35 · G1 | N25 · X1 · Z1 · Z1 · Z1 | N35 · G40 | M17 | M17 | Aa15 · D36 | N35A | N36 · N21 |

Le tavolette egee in lineare B di Pylos risalenti alla tarda età del bronzo dimostrano la diffusione, in quel periodo storico, di bande di guerrieri mercenari e le migrazioni di popolazioni (alcuni autori si sono chiesti quali fossero i motivi). Tuttavia la precisa identità di queste "popolazioni del mare" è ancora un enigma per gli studiosi.
Alcuni indizi suggeriscono invece che per gli antichi egizi l'identità e le motivazioni di queste popolazioni non fossero sconosciute. Infatti molte avevano cercato ingaggio presso gli Egiziani o avevano intrattenuto relazioni diplomatiche con loro a partire almeno dalla media età del bronzo. Per esempio alcuni Popoli del Mare, come gli Shardana, furono utilizzati come mercenari dal faraone Ramses II.

## Fonti antiche

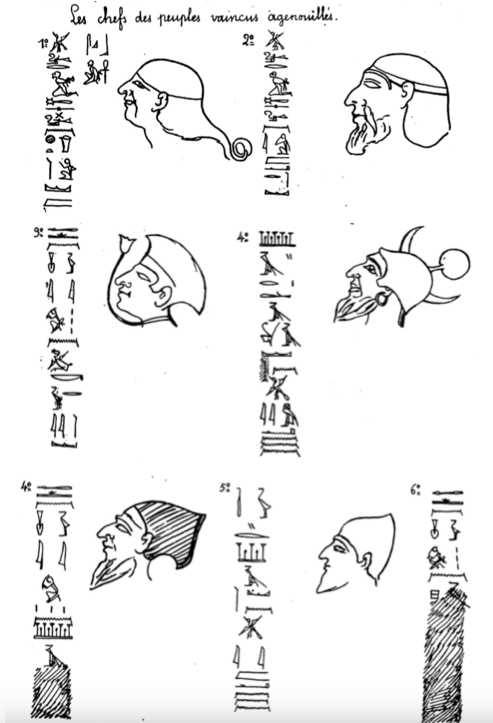
Note di Jean François Champollion sui popoli nominati sulla base della Porta Est fortificata a Medinet Habu. Sebbene Champollion non li abbia etichettati, decenni dopo i geroglifici etichettati da 4 a 8 (a sinistra) furono tradotti come Peleset, Tjeker, Shekelesh, Denyen e Weshesh, e i geroglifici accanto ai prigionieri 3 e 4 (seconda fila, a destra), tradotti come Tjeker e Shardana

La narrazione storica deriva principalmente da sette fonti dell'Antico Egitto e, sebbene in queste iscrizioni la designazione "del mare" non appaia in relazione a tutti questi popoli, il termine "Popoli del mare" è comunemente usato nelle pubblicazioni moderne per riferirsi ai seguenti nove popoli, in ordine alfabetico:
- Denyen (dꜣjnjnjw)
- Ekwesh (jḳꜣwꜣšꜣ)
- Lukka (rkw)
- Peleset (prwsṯ)
- Shekelesh (šꜣkršꜣ)
- Shardana (šꜣrdn)
- Teresh (twršꜣ)
- Tjeker (ṯꜣkꜣr)
- Weshesh (wꜣšꜣšꜣ)

| Data         | Narrazione                 | Fonte(i)                    | Popolo menzionato                                             | Connessione con il mare                                          |
| ------------ | -------------------------- | --------------------------- | ------------------------------------------------------------- | ---------------------------------------------------------------- |
| c. 1210 a.C. | Narrazione di Ramses II    | Iscrizione di Qadesh        | Karkisha, Lukka, Sherden                                      | nessuna                                                          |
| c. 1200 a.C. | Narrazione di Merneptah    | Grande iscrizione di Karnak | Eqwesh, Lukka, Shekelesh, Sherden, Teresh                     | Eqwesh (dei paesi del mare), forse anche Sherden e Sheklesh      |
| c. 1200 a.C. | Narrazione di Merneptah    | Stele di Atribi             | Eqwesh, Shekelesh, Sherden, Teresh                            | Eqwesh (dei paesi del mare)                                      |
| c. 1150 a.C. | Narrazione di Ramses III   | Medinet Habu                | Denyen, Peleset, Shekelesh, Sherden, Teresh, Tjekker, Weshesh | Denyen (nelle loro isole), Teresh (del mare), Sherden (del mare) |
| c. 1150 a.C. | Narrazione di Ramses III   | Papiro Harris I             | Denyen, Peleset, Sherden, Tjekker, Weshesh                    | Denyen (nelle loro isole), Weshesh (del mare)                    |
| c. 1150 a.C. | Narrazione di Ramses III   | Stele retorica              | Peleset, Teresh                                               | nessuna                                                          |
| c. 1100 a.C. | Lista (nessuna narrazione) | Onomastico di Amenemope     | Denyen, Lukka, Peleset, Sherden, Tjekker                      | nessuna                                                          |

### L'obelisco di Biblo

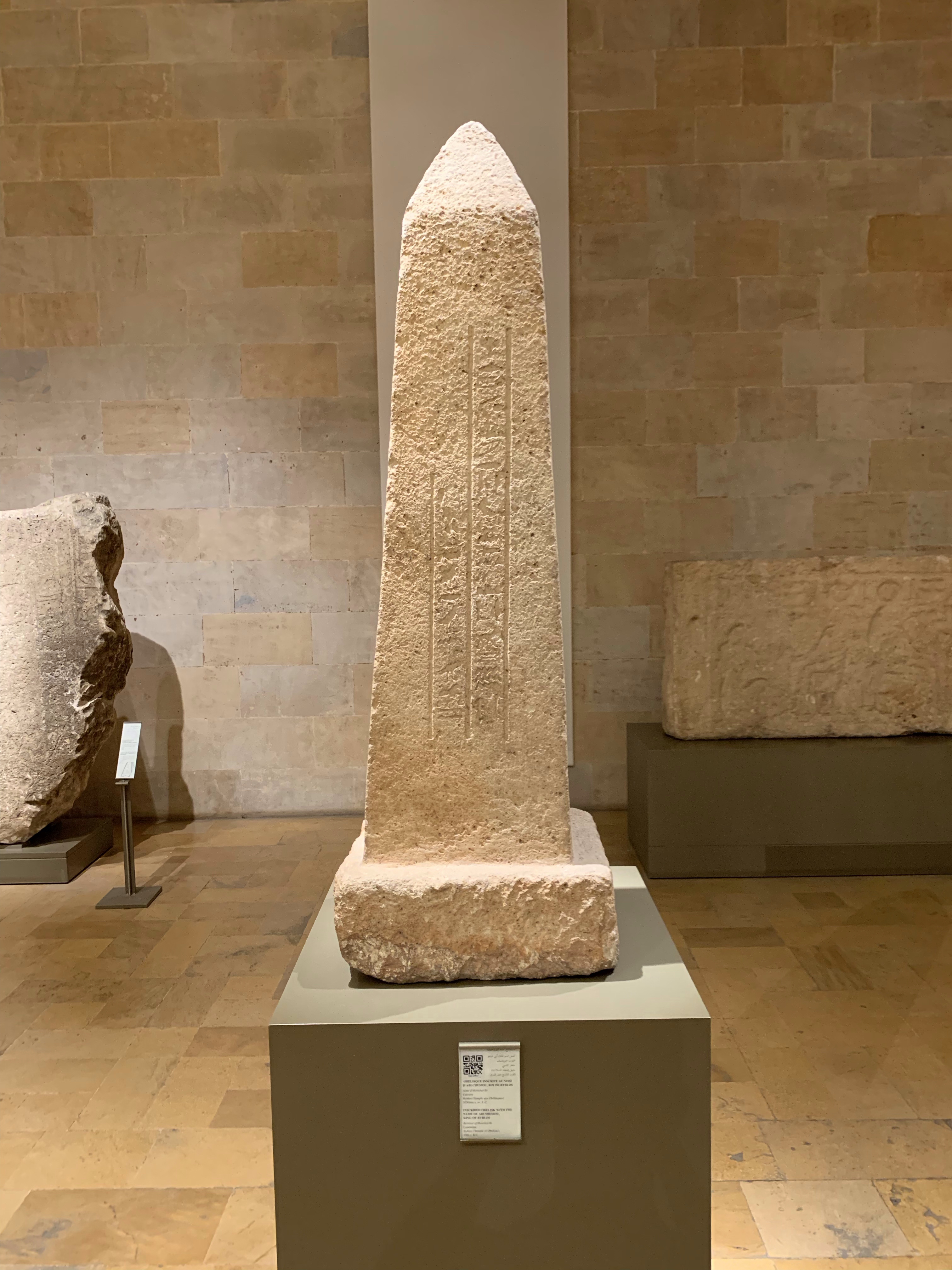
Obelisco di Biblo

La prima menzione di queste genti compare nell'obelisco di Biblo databile dal 2000 al 1700 a.C. dove viene nominato Kwkwn figlio di Rwqq, traslitterato Kukunnu figlio di Lukka.

### Nelle lettere di Amarna
I Lukka appaiono nuovamente, assieme agli Shardana, molto più tardi nelle lettere di Amarna (forse di Amenofi III o suo figlio Akhenaton) attorno alla metà del XIV secolo a.C. Le lettere ad un certo punto riferiscono di uno Shardana, apparentemente un mercenario rinnegato, e in un altro punto di tre Shardana che sono stati uccisi da una guardia egizia. I Dauna sono menzionati in un'altra lettera, ma solamente in un passaggio dove viene riferita la morte del loro re. I Lukka sono accusati, assieme ai Ciprioti, di attaccare gli Egiziani, mentre gli stessi Ciprioti smentiscono affermando che i loro villaggi sono stati razziati dai Lukka.

### Regno di Ramses II

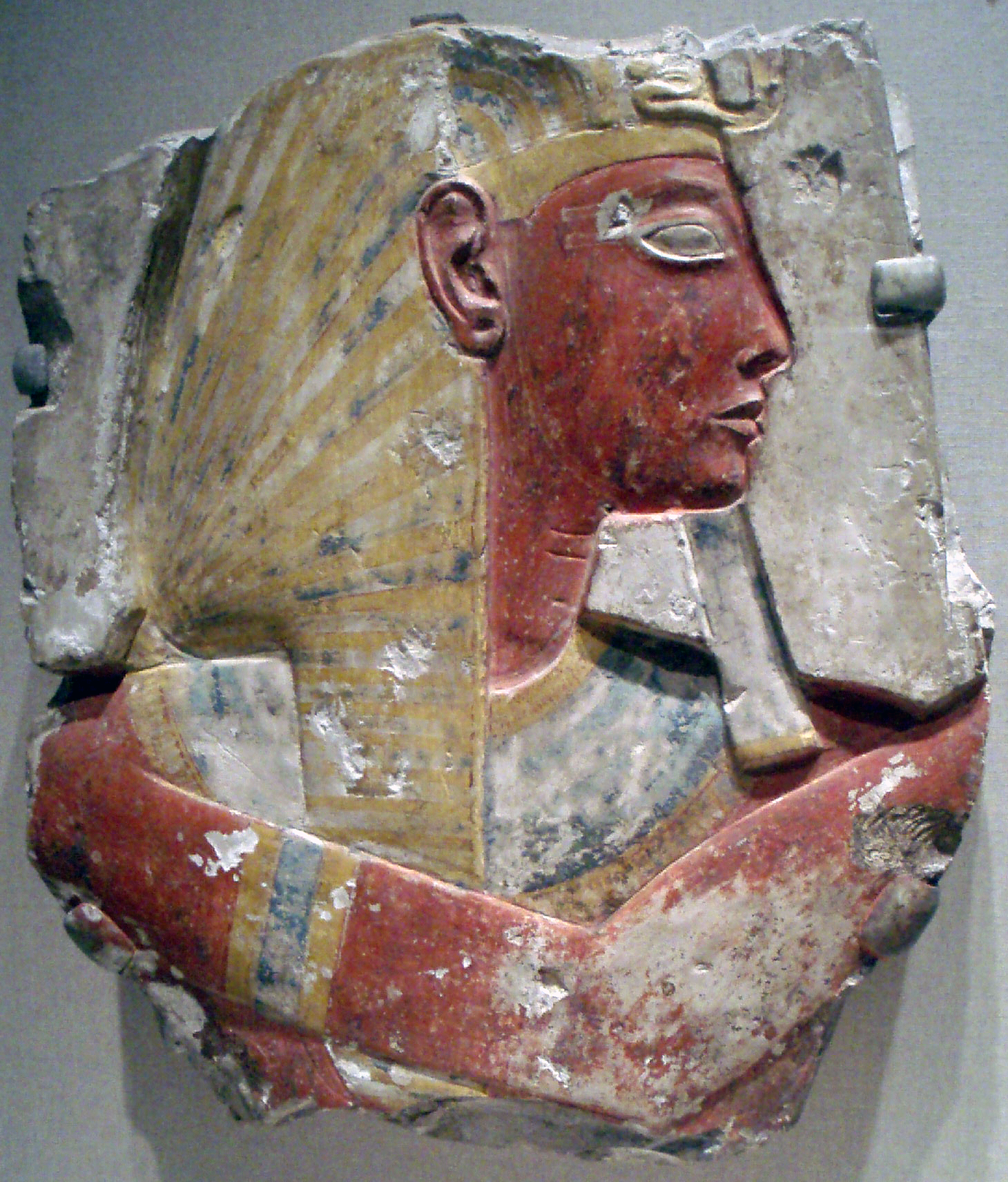
Ramesse II

Nel secondo anno del suo regno, Ramses II sconfisse i Popoli del Mare nel delta del Nilo e catturò alcuni dei pirati. Un'iscrizione di Ramses nella stele di Tani, dove si menzionano le incursioni dei Popoli del Mare e la loro cattura, testimonia dei continui pericoli che questi predoni apportavano alle coste egizie: 
Gli Shardana vennero successivamente assegnati come scorta al Faraone e vennero quindi coinvolti nella battaglia di Qadesh contro gli Ittiti.
Un'altra stele solitamente citata insieme a quella di Tani è la "stele di Assuan", che menziona le operazioni del re per sconfiggere un certo numero di popoli tra cui quelli del "Grande Verde" (il nome egiziano del Mediterraneo).

### Regno di Merenptah
Il maggiore evento del regno del faraone Merenptah (1213-1203 a.C.) fu la battaglia contro la cosiddetta confederazione "dei Nove Archi" a Perire, nel delta occidentale del Nilo, fra il quinto e sesto anno del suo regno. Il saccheggio compiuto da questa confederazione era stato così grave che la regione era stata "abbandonata come terreno per il pascolo del bestiame, ed era desolata come ai tempi degli antenati".
Il Faraone narra la guerra in quattro iscrizioni: la Grande iscrizione di Karnak, che racconta la battaglia, l'obelisco del Cairo, la stele di Atribis, dove è leggibile una versione riassuntiva dell'iscrizione di Karnak, e una stele trovata a Tebe, la stele di Merenptah, che descrive la pace successiva alla vittoria.

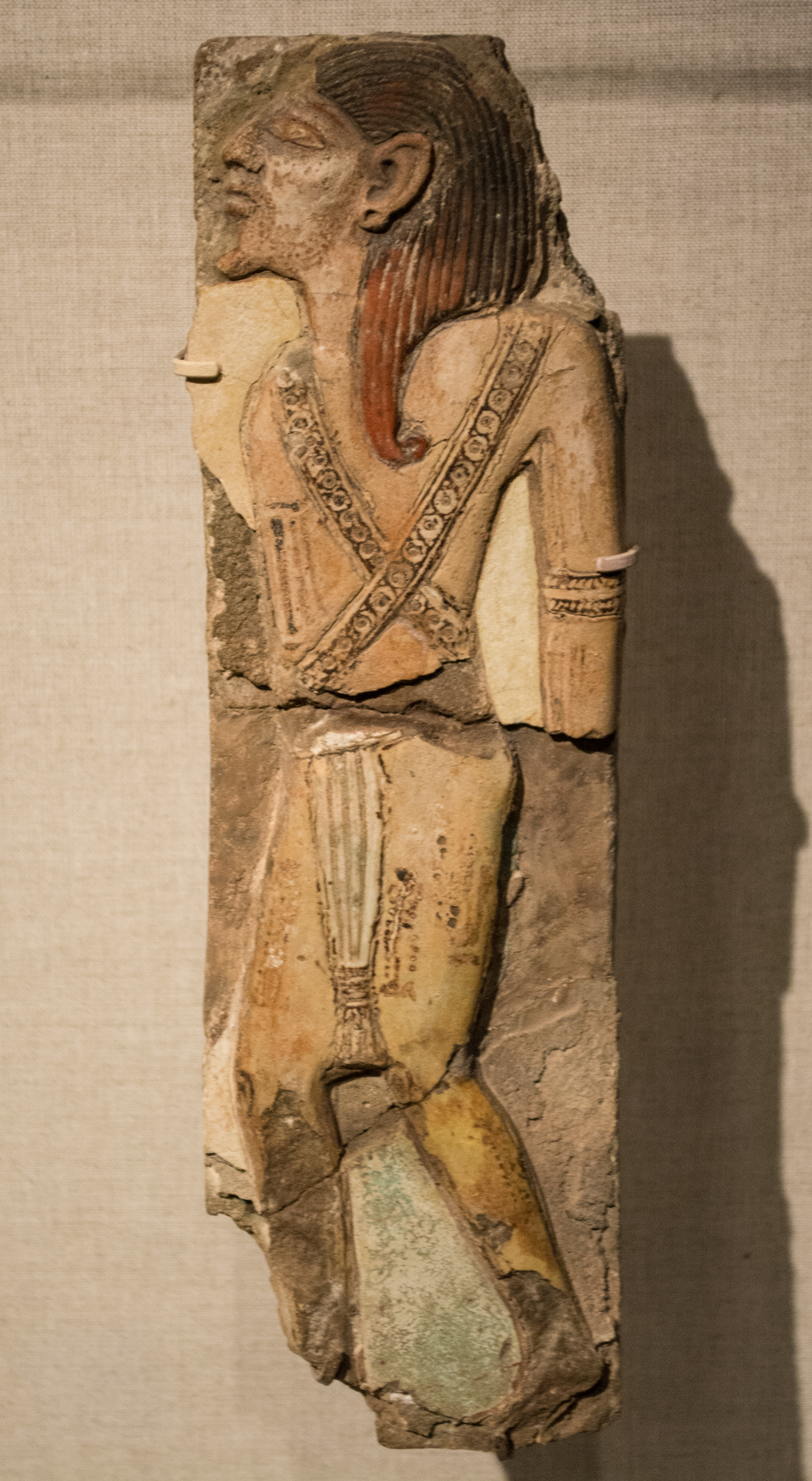
Capo dei Libu

Le iscrizioni ci riferiscono che tra la confederazione dei Nove Archi, composta in parte da tribù libiche che avevano il comando dell'operazione, vi erano un certo numero di Popoli del Mare tra cui gli Ekwesh, i Teresh, i Lukka, gli Shardana e gli Shekelesh.
Merenptah afferma che sconfisse gli invasori in appena sei ore, uccidendo 6.000 soldati e facendo 9.000 prigionieri. Sulla Stele di Merenptah viene menzionata un'altra spedizione militare condotta da Merenptah verso la terra di Canaan dove sono citati per la prima volta gli Ysrỉr ossia gli Israeliti.

### Lettere di Ugarit
I Popoli del Mare vengono citati in quattro lettere scoperte a Ugarit, città distrutta attorno a 1180 a.C. durante il regno di Ammurapi (1191-1182 a.C.). Le lettere risalgono alla prima metà del XII secolo a.C.
La lettera RS 34. 129 è stata scoperta nella zona meridionale della città; venne inviata dal re ittita Šuppiluliuma II al prefetto della città; questa lettera ingiunge la restituzione di tale Ibnadushu che era stata rapita dagli Shikala (probabilmente i Shekelesh "che vivevano sulle navi"); il significato della lettera è controverso, ma sembra che si tratti di un qualcosa collegato all'attività d'intelligence del grande impero anatolico.
Altre tre lettere (la RS L1, RS 20. 238 e la RS 20.18) afferiscono a una corrispondenza tra il re di Ugarit Hammurabi e quello di Cipro Eshuwara; dalla lettura si deduce che il re di Ugarit avverte i ciprioti dell'avvistamento in mare di venti imbarcazioni nemiche di cui si chiede la localizzazione.
 

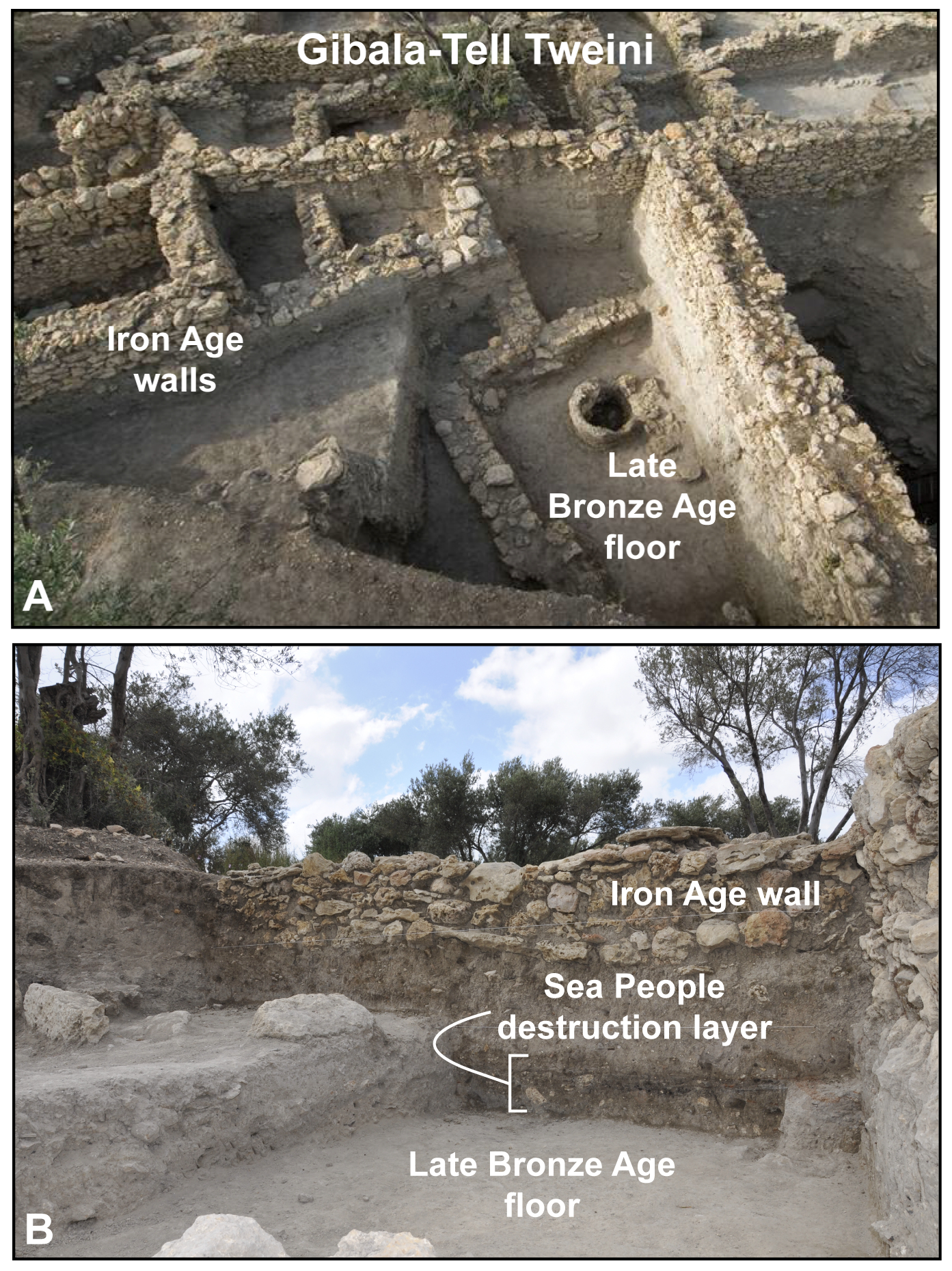
La città portuale di Gibala-Tell Tweini, presso Ugarit, e lo strato databile alle devastazioni dei Popoli del mare

Nessuno dei due paesi fu in grado di contenere le devastazioni attuate dai Popoli del Mare, come dimostrato da un'altra lettera scoperta dagli archeologi (RS 18. 147): 
In un'ulteriore lettera Ammurapi chiede soccorso al viceré di Carchemish, sopravvissuto alle invasioni dei Popoli del Mare, e quest'ultimo non poté fare altro che limitarsi a rispondergli con dei consigli: 

### Regno di Ramses III

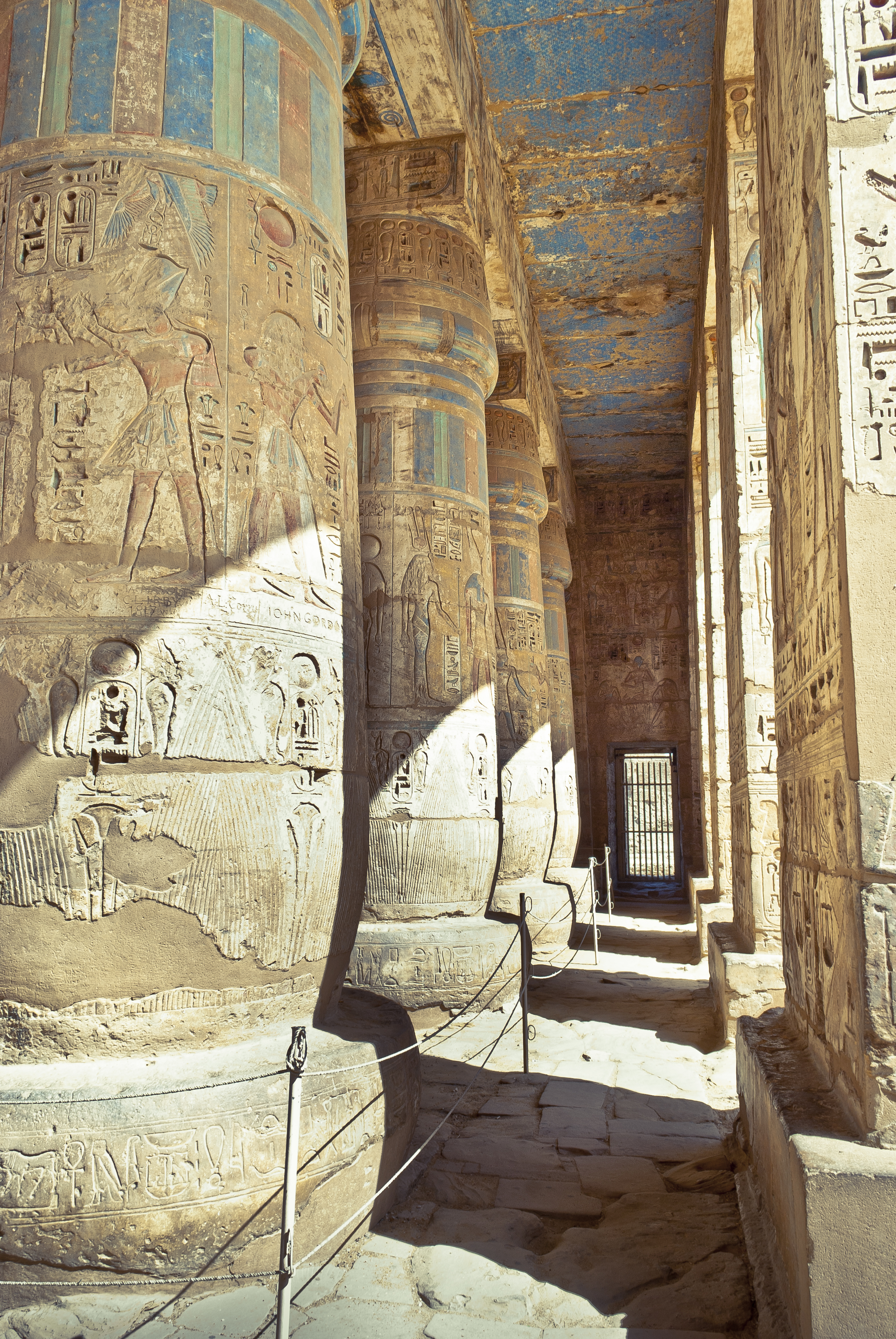
Il tempio di Ramses III a Medinet Habu

Ramses III, il secondo re della Ventesima Dinastia, che regnò per più della metà del XII secolo a.C., si trovò a contrastare un'altra ondata di invasioni da parte dei Popoli del Mare (la più documentata) nel suo ottavo anno di regno. Il faraone narra questa vicenda in una lunga iscrizione nel tempio di Medinet Habu: 

### Onomastico di Amenemope

Ipotetica distribuzione dei Popoli del mare nella Cananea

L'Onomastico di Amenemope rivela alcuni indizi sullo stanziamento, su permesso dei re ramessidi, dei Popoli del mare lungo le coste levantine. Datato intorno al 1100 a.C. (fine della XXII dinastia), questo documento elenca semplicemente dei nomi. Dopo sei nomi di luoghi, quattro dei quali erano in Filistea, lo scriba elenca gli Shardana (riga 268), i Tjeker (riga 269) e i Peleset (riga 270), che si potrebbe presumere occupassero quelle città. Anche il viaggio di Unamon colloca gli Tjeker nel Dor in quel periodo. Il fatto che la tribù marittima biblica di Dan fosse inizialmente situata tra i Filistei e i Tjekker, ha spinto alcuni a suggerire che potrebbero essere stati originariamente i Denyen. Sembra che gli Shardana fossero stanziati intorno a Megiddo e nella Valle del Giordano, e i Weshwesh (collegati da alcuni con la tribù biblica di Aser) potrebbero essersi insediati più a nord.

## Conseguenze

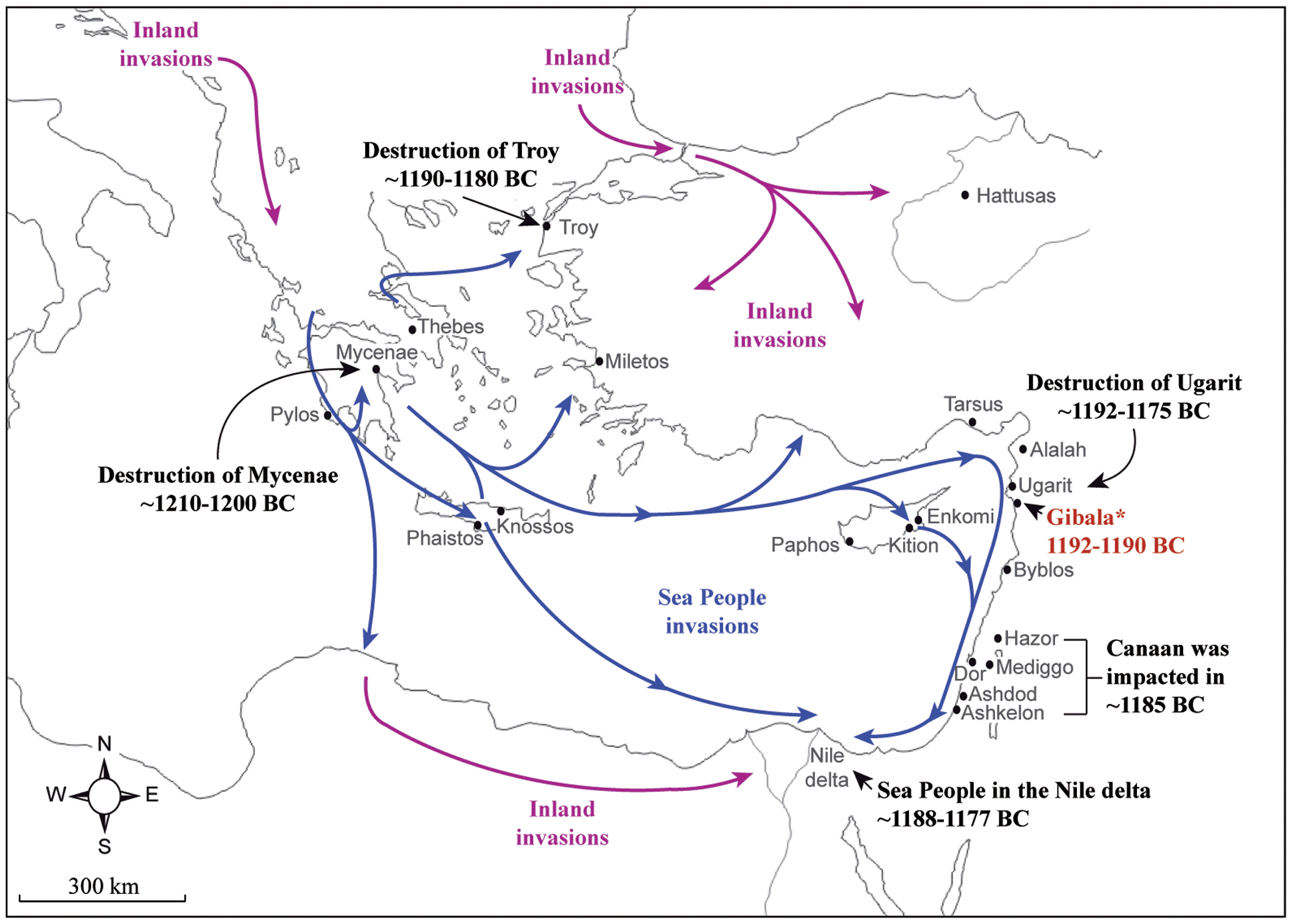
Mappa delle invasioni dei Popoli del mare nell'Egeo e nel Mediterraneo orientale alla fine dell'Età del Bronzo

Il fatto che varie civiltà, tra cui la civiltà Ittita, Micenea e il regno di Mitanni, scomparvero contemporaneamente attorno al 1175 a.C. ha fatto teorizzare agli studiosi che ciò fu causato dalle invasioni dei Popoli del Mare. I resoconti dei faraoni sulle razzie dei Popoli del Mare nel mediterraneo orientale sono confermati dalla distruzione di Hatti, Ugarit, Ashkelon e Hazor.
La loro supremazia sarebbe stata dovuta all’adozione di una nuova tecnica bellica fondata su una fanteria leggera armata di giavellotti e spade che si sarebbe rivelata vincente rispetto all’uso del carro trainato da cavalli proprio degli stati dell’Età del Bronzo. Questi gruppi di mercenari sarebbero da identificare nei Popoli del Mare responsabili degli attacchi nel Levante e contro l’impero egizio. Di fatto è certa nel corso del XIII secolo a.C. la circolazione in Grecia e nel Levante di artigiani e guerrieri provenienti dal Mediterraneo centrale, tra i quali è forse possibile individuare mercenari al servizio degli stati micenei. La trasformazione degli armamenti e l’introduzione di un nuovo tipo di spada e di scudo nel Mediterraneo orientale si verifica negli stessi anni, e potrebbe essere attribuita proprio a questi gruppi. Sono mercenari d’altronde quegli Sherden assoldati dagli Egizi e da questi ultimi impiegati anche contro i Popoli del Mare.»
(Anna Lucia D’Agata, La civiltà micenea)
Come osserva l'ittitologo australiano Trevor Bryce "queste invasioni non erano soltanto delle operazioni militari ma erano accompagnate da grandi movimenti di popolazioni per terra e mare, alla continua ricerca di nuove terre in cui insediarsi."
Questa situazione è confermata dai bassorilievi del tempio di Medinet Habu che mostrano come i guerrieri Peleset e Tjekker, che combatterono nella battaglia terrestre contro Ramesse III, sono accompagnati da donne e bambini caricati su carri trainati da buoi.

## Teorie sull'origine dei "Popoli del Mare"
I Popoli del Mare sono stati principalmente identificati come genti provenienti dal mar Egeo, dal Mediterraneo occidentale e dall'area anatolica; alcuni autori hanno sottolineato invece le similitudini tra le loro navi e le vogelbarke (navi uccello) della cultura dei campi di urne, suggerendo un'espansione centroeuropea di almeno una parte di essi. 

### Studi genetici
Uno studio del 2019, condotto da un team interdisciplinare di studiosi del Max Planck Institute for the Science of Human History e della Leon Levy Expedition, ha analizzato il DNA antico estratto da scheletri trovati ad Ascalona, identificati come "Filistei" (associati ai Peleset) vissuti nell'Età del Ferro. Questi derivavano la maggior parte della loro ascendenza dal pool genico locale levantino, ma con una certa quantità di DNA derivato anche da una sorgente proveniente dall'Europa meridionale, come i Cretesi dell'Età del Bronzo (Odigitria), gli Iberici dell'Età del Bronzo o i Sardi moderni. 
Il dato genetico confermerebbe così le precedenti testimonianze storiche e archeologiche di un evento migratorio dall'Europa meridionale, che però non avrebbe lasciato un impatto genetico di lunga durata nella popolazione della regione.

### DanunaoDenyen

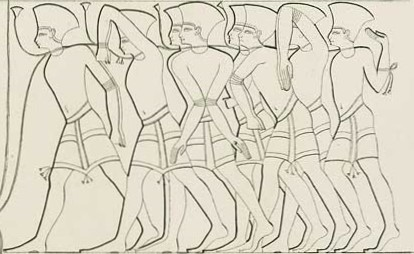
Denyen prigionieri di Ramses III, Medinet Habu.

È stata proposta una loro identificazione con i Dauni della Puglia e i Danai, altro nome dei Micenei di stirpe greca.
È stato suggerito che i Denyen finirono per stabilirsi in Canaan, dove avrebbero formato la cosiddetta tribù di Dan, una delle tribù di Israele.

### EqwešoAkawaša
Forse identificabili con gli Ahhiyawa degli archivi ittiti di Ḫattuša e Ugarit, ossia probabilmente gli "Achei", micenei di stirpe greca, che dovevano essersi già stabiliti sulla costa occidentale dell'Anatolia: la Millawanda dei testi ittiti potrebbe essere identificata con Mileto, mentre Wiluša indicherebbe forse Ilio, cioè Troia.
Un ostacolo a questa identificazione tra Eqweš e Ahhiyawa, o Achei, consiste tuttavia nel fatto che i primi sembra praticassero la circoncisione e che quest'uso è piuttosto insolito tra le popolazioni indoeuropee, di cui gli Achei fanno parte.

### Lukka
Lukka si trovava nell'Anatolia sudoccidentale. Tuttavia, la sua esatta estensione è oggetto di dibattito. Trevor Bryce ha sostenuto che le terre di Lukka coprivano una vasta area comprese le regioni più tardi conosciute come Licaonia, Pisidia e Licia. Altri ricercatori come Ilya Yakubovich hanno sostenuto che Lukka fosse limitata alla Licia.

### Peleset

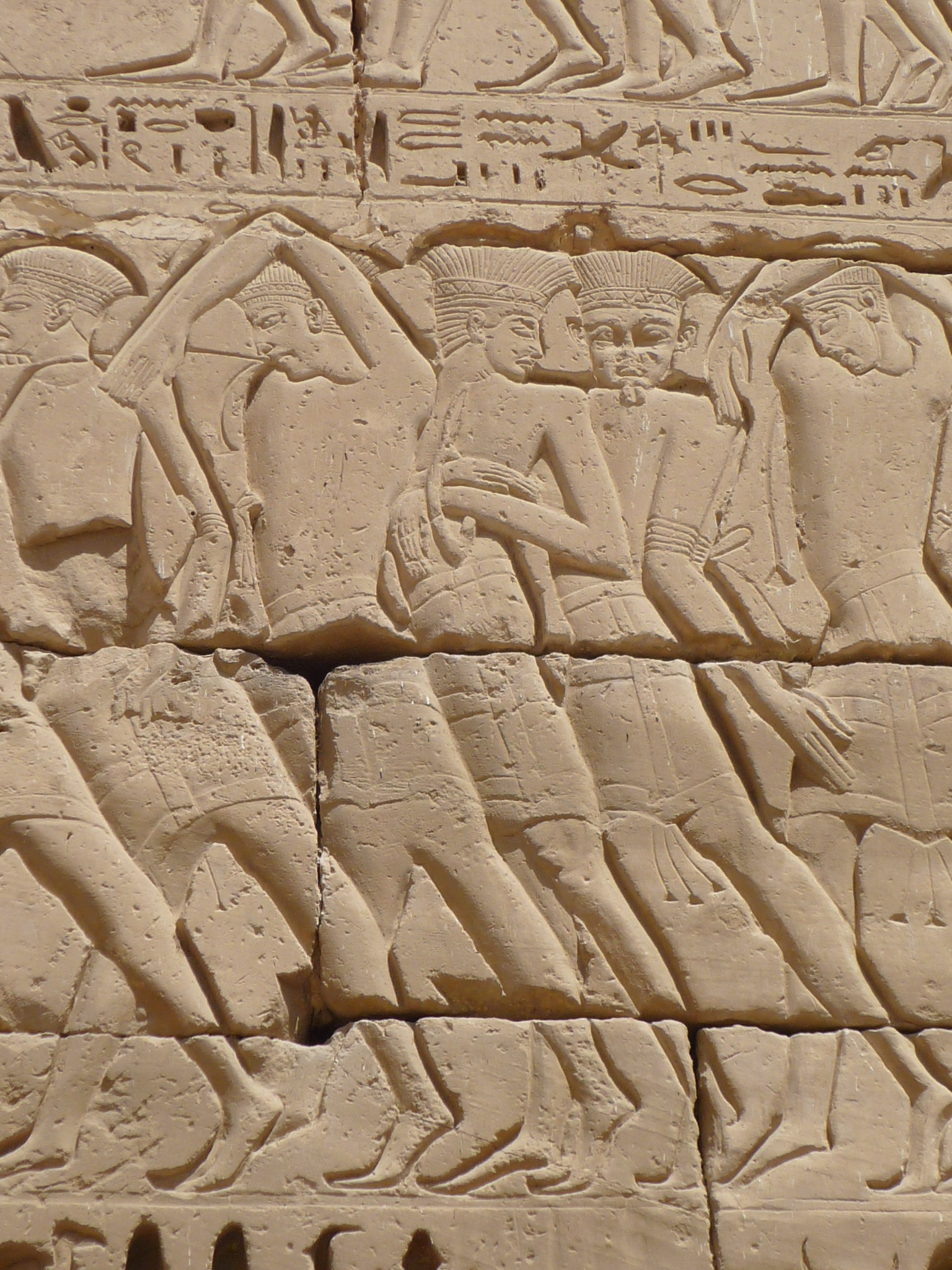
Peleset raffigurati con il caratteristico elmo piumato, Medinet Habu

Sono identificabili con la popolazione dei Filistei, documentata anche nella Bibbia, secondo cui provenivano da Kaftor, forse identificabile con Creta. I Filistei si insediarono sul finire dell'Età del Bronzo nel sud della Palestina, più o meno l'attuale striscia di Gaza dove costituirono varie città-Stato; i ritrovamenti archeologici farebbero ipotizzare un'origine egea di questa popolazione, probabilmente micenea.
Alcune recenti scoperte hanno permesso di stabilire una loro presenza in Sardegna in concomitanza (o in un periodo antecedente) ai Fenici.

### ShardanaoSherden

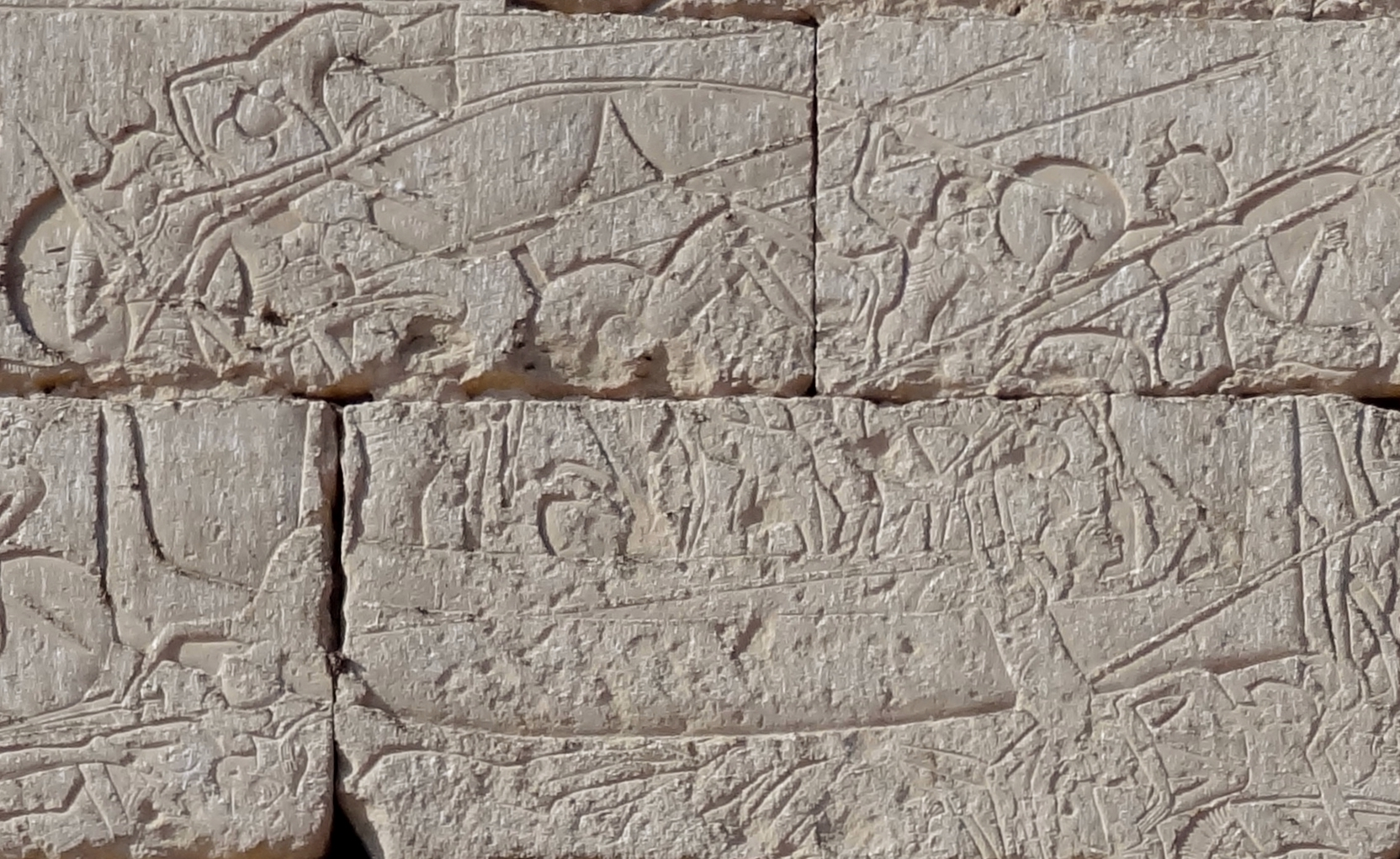
Guerrieri Shardana rappresentati nel tempio di Medinet Habu.

Gli Shardana sono citati per la prima volta dalle fonti egizie nelle lettere di Amarna (1350 a.C. circa) durante il regno di Akhenaton. Compaiono poi durante il regno di Ramses II, Merenptah e Ramses III, con i quali ingaggiarono numerose battaglie navali. 520 Shardana vennero assegnati come scorta al faraone Ramses II durante la battaglia di Qadeš e, sempre in qualità di reparti speciali, furono stanziati in colonie in Medio e Alto Egitto fino alla fine dell'età ramesside come testimoniato da vari documenti amministrativi databili al regno di Ramses V e di Ramses XI.
Nella raffigurazione utilizzano lunghe spade triangolari, pugnali, lance e uno scudo tondo. Il gonnellino è corto, sono dotati di corazza e di un elmo provvisto di corna. Le similitudini fra il corredo bellico dei guerrieri Shardana e quello dei Sardi nuragici, nonché l'assonanza del nome Shardana con quello della Sardegna (SRDN nella Stele di Nora), hanno fatto affermare, a diversi studiosi, che gli Shardana fossero una popolazione proveniente dall'isola. Le statue stele della vicina civiltà torreana nel sud della Corsica, raffiguranti guerrieri dotati di elmi cornuti, corsetti e spade, sono un altro indizio che fa propendere per un'origine nella regione mediterranea centro-occidentale.
In precedenza si era anche ipotizzato che si fosse insediata in Sardegna in seguito alla tentata invasione dell'Egitto, provenendo dal Mediterraneo orientale.

### Šekeleš
| SA · A | k · A | rw · Z1 | SA |

Un tempo anche scritto Sakalasa o, più correttamente, Shakalasha (Shklsh). Gli Shekelesh sono stati identificati anche con gli Shikalayu (ittita : 𒅆𒅗𒆷𒅀𒌋 ši-ka-la-ia/u-u) menzionati da re ittita Šuppiluliuma II in una lettera al governatore di Ugarit. Secondo Šuppiluliuma, gli Shikalayu erano quelli "che dimorano/vivono sulle navi".
Sono stati associati ai Siculi, popolazione di lingua indoeuropea che si stanziò nella tarda età del bronzo in Sicilia orientale, scacciando verso occidente i Sicani. In alternativa è stata proposto un'origine dall'area egeo-anatolica, forse da Sagalassos, tuttavia Šuppiluliuma II non sembra avere molta familiarità con essi.

### Tereš
I Tereš vengono identificati da alcuni studiosi con i Tirsenoi o "Tirreni", il nome con il quale gli autori greci chiamavano gli Etruschi. Tuttavia dei Tirreno-Etruschi, nei testi d'epoca Miceneo-Ittita e nei poemi classici Odissea e Iliade, non si trova traccia. Rapporti dei Tirreni col mondo del Mar Egeo sembrerebbero esistere in seguito al ritrovamento nell'isola di Lemno della cosiddetta Stele di Lemno, un'iscrizione rinvenuta nel 1885, in cui è attestata una lingua che si ritiene correlata all'etrusco più arcaico attestato in Etruria meridionale. Lo storico olandese Luuk de Ligt ipotizza che la presenza nel VI secolo a.C. nell'isola di Lemno di una comunità che parlava una lingua simile all'etrusco sia dovuta a movimenti di mercenari arruolati nella penisola italica dai Micenei, così come l'archeologo austriaco Reinhard Jung collega ai Popoli del Mare movimenti di guerrieri dall'Italia all’Egeo e al Vicino Oriente. Studiosi come Norbert Oettinger, Robert Drews, Michel Gras e Carlo De Simone vedono nel lemnio la testimonianza di un insediamento piratesco o commerciale etrusco nell'isola di Lemno avvenuto prima del 700 a.C., non necessariamente collegato ai Popoli del Mare.

### Tjeker

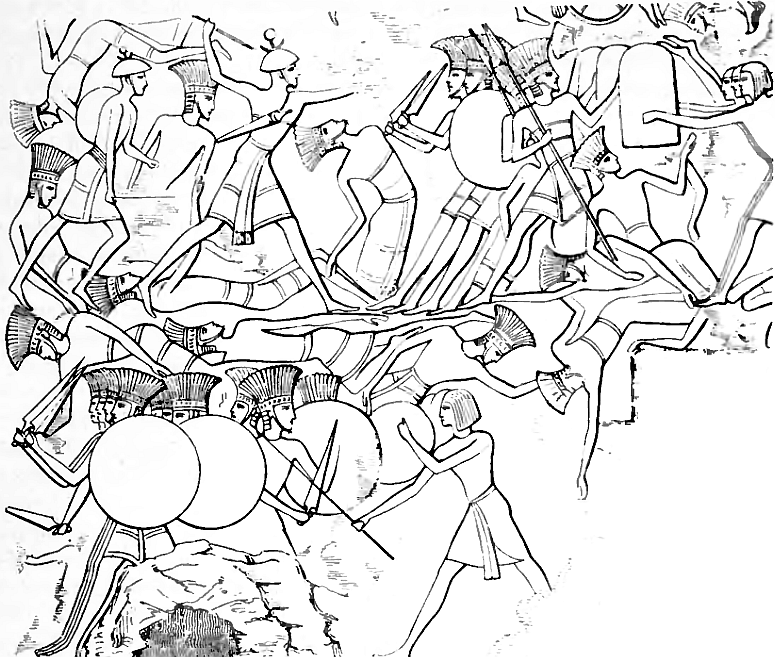
Gli Tjeker (copricapo piumato) e gli Sherden impegnati nella battaglia di Djahy

Menzionati anche dai documenti ittiti, non c'è consenso sulla forma originaria o sull'etimologia del nome, né sulla loro provenienza. Talvolta sono stati identificati con i Siculi, legati anche agli Shekelesh: altro esonimo attribuito a un gruppo diverso dei popoli del mare. Un'altra teoria, avanzata da Flinders Petrie, collega l'etnonimo a Zakros, nella parte orientale di Creta. Alcuni accademici hanno accettato questa associazione. È stata suggerita anche una possibile identificazione con i Troiani, dell'Anatolia nordoccidentale. Tuttavia, Trevor Bryce ha respinto questa identificazione come "pura speculazione".
I Tjeker potrebbero aver conquistato la città di Dor, sulla costa levantina, vicino alla moderna Haifa, trasformandola in una città grande e ben fortificata (classificata come "Dor XII", att. 1150–1050 circa). Il centro di un Regno di Tjeker è confermato archeologicamente nella pianura di Sharon settentrionale. La città fu violentemente distrutta nella metà dell'XI secolo a.C.

### Wešeš
A differenza di altri popoli del mare, i Wešeš apparentemente non sono rappresentati nei rilievi commemorativi di Ramses III. È stato ipotizzato che potrebbero essere originari dell'Anatolia occidentale, o nella regione della Caria o della Troade - poiché si è cercato di mettere in relazione il loro nome con il toponimo Wiluša, che viene identificato con Troia - o forse in un'area situato tra la Cilicia e la Siria attorno al Golfo di Iskenderun.
È stata proposta anche un'identificazione con il popolo italico degli Osci, ipotesi basata anche sul ritrovamento di reperti archeologici di matrice protovillanoviana nell'Egeo. Un loro possibile insediamento è stato identificato nella regione di Hama, in Siria, dove è stata rinvenuta una necropoli a incinerazione con più di 1000 urne cinerarie.

## Critiche alla teoria dei Popoli del Mare
L'egittologa Alessandra Nibbi sostenne a partire dal 1972 che l'identificazione dei cosiddetti Popoli del Mare derivasse da una non corretta lettura delle fonti egizie, in particolare della Grande iscrizione di Karnak.